# Elecciones presidenciales de Somalilandia de 2017
Las elecciones presidenciales se celebraron en Somalilandia el 13 de noviembre de 2017, la tercera elección presidencial directa desde 2003. Se habían programado elecciones generales para el 27 de marzo de 2017, para elegir tanto al Presidente como a la Cámara de Representantes, pero se pospusieron debido a la condición de sequía en la región. Las elecciones para elegir al Presidente y al Vicepresidente se llevaron a cabo por separado el 13 de noviembre. El presidente titular, Ahmed Mohamed Mahamoud Silanyo, del Partido por la Paz, la Unidad y el Desarrollo (KULMIYE), no se postuló para un segundo mandato.
El resultado fue una victoria para el candidato del KULMIYE, Muse Bihi Abdi, que recibió el 55% de los votos. Su contendiente más cercano fue Abdirahman Mohamed Abdullahi, del partido Waddani, que un obtuvo 40.7%. Por su parte, Faysal Ali Warabe terminó con el 4.2% de los votos.

## Resultados
|  | 54.08 % |

|  | 39.97 % |

|  | 4.09 % |

|  | 98.15 % |

|  | 1.85 % |

|  | 80.32 % |